# Solanum macrocarpon
Pour les articles homonymes, voir Aubergine africaine.
Espèce
Solanum macrocarpon (ou aubergine africaine ou gboma) est une plante vivace tropicale de la famille des solanacées, étroitement apparentée à l'aubergine.
Cette espèce est originaire d'Afrique de l'Ouest. Mais elle est maintenant largement distribuée en Afrique centrale et orientale.
Elle a aussi été introduite dans les Caraïbes, en Amérique du Sud et dans certaines parties de l'Asie du Sud-Est, ce qui lui confère une importance socio-économique croissante dans le monde.
S. macrocarpon est largement cultivé pour son utilisation comme nourriture, mais aussi pour certains usages médicinaux voire comme plante ornementale.

## Hybrides
Des hybridation sont possibles avec des espèces proches, dont Solanum melongena,

## Description

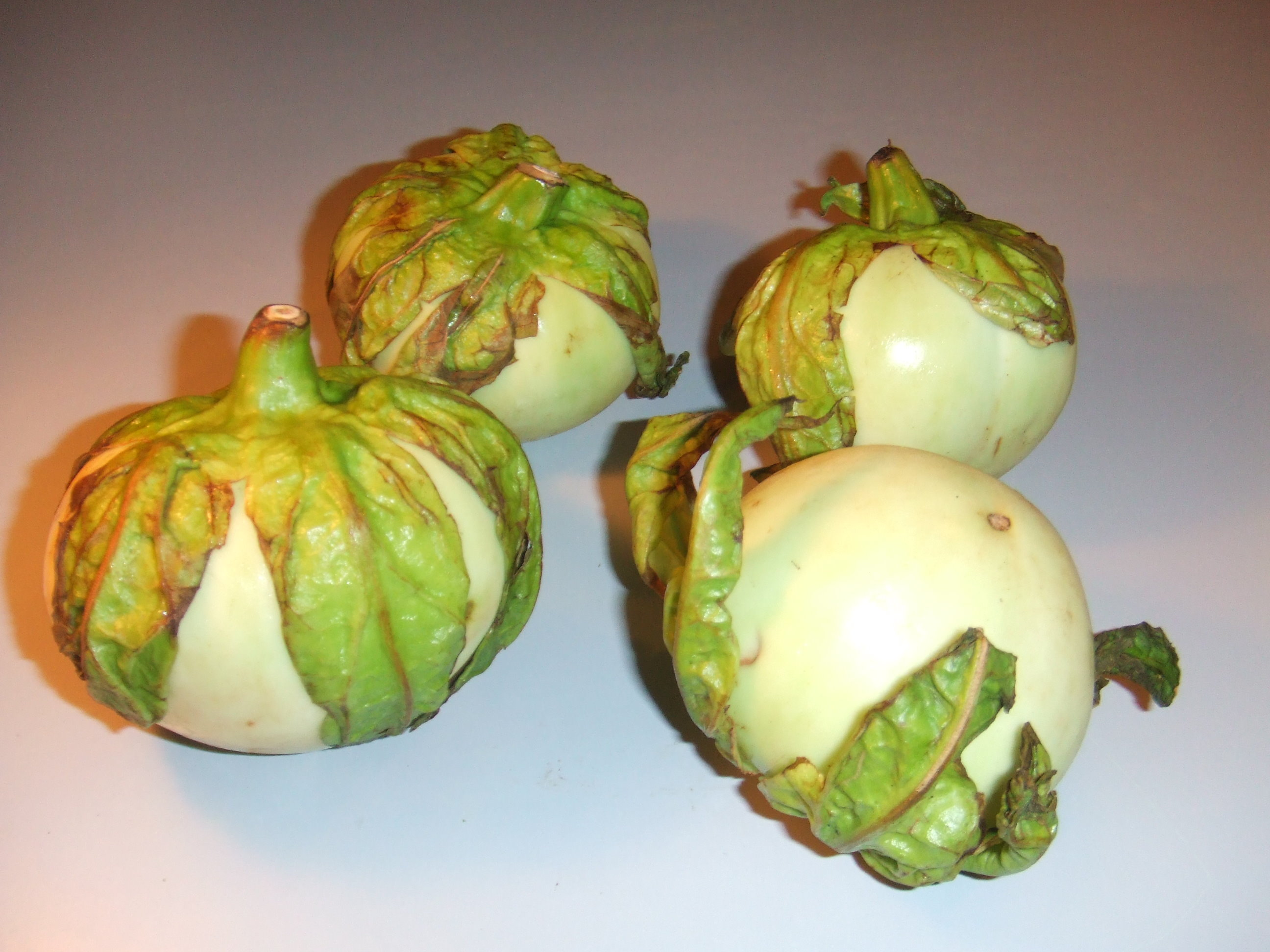
Fruit deS. macrocarpon

Solanum macrocarpon peut pousser en hauteur jusqu'à 1 à 1,5 m. 

### Feuilles
Elles alternent avec une largeur de 4 à 15 cm et une longueur de 10–30 cm. Ovales et lobées, elles présentent une marge ondulée.
Les deux côtés des feuilles sont poilues avec des poils étoilés ou simples. Certains cultivars ont des épines  et d'autres non (principalement le long de la nervure médiane et latérales. Les épines sont droites et peuvent atteindre une longueur de 13 mm).

### Fleurs
D'un diamètre de 13–8 cm, elles sont situées sur une courte inflorescence pédonculée regroupant de 2 à 7 fleurs. 
Sur la partie inférieure de la plante, les fleurs sont bisexuées, et en hauteur seules des fleurs mâles sont produites. Les fleurs ont une longueur de 2 à 5 cm et sont généralement pourpre ou pourpre pâle. Elles sont rarement blanches.

### Fruits
Ils sont arrondis, aplatis sur le haut et le bas, et présentent des portions rainurées. Ils sont longs de 5–7 cm et large de 7 à 8 cm. La pédoncule du fruit mesure de 1 à 4 cm de long et est soit incurvée, soit dressée.
Jeune, le fruit est vert, puis ivoire ou pourpre et blanc avec des rayures sombres. Mûr, il vire au jaune ou brun-jaune. Il contient de nombreuses graines et  est partiellement couvert par les lobes du calice.

### Graines
Elles mesurent de 3-4 à 5 mm, sont larges de 2-3 à 5 mm, et sont de forme obivoïde ou réniforme.

## Écologie
Cette plante a un grand nombre de cultivars.
Elle vit originellement sous un climat chaud et pluvieux d'Afrique du centre et de l'ouest, mais s'est bien adaptée à d'autres régions à climat similaire ou proche.
Certains cultivars vivent en savane et même en région semi-aride avec des feuilles et fruits plus petits (Nord du Ghana, Burkina Faso et régions voisines). Les souches trouvées dans les savanes ont une période de floraison plus précoce que dans les zones à forte pluviométrie et ils sont nettement plus résistants à la sécheresse.
Les cultivars produisant des fruits exploitables ne poussent bien que dans des régions côtières et humides. Elle peut parfois être trouvée à des altitudes plus élevées, mais alors avec une vitesse de croissance beaucoup plus lent.

### Reproduction
Elle se reproduit principalement par autopollinisation ou sinon via des apidés et d'autres insectes, mais plus rarement. Les fleurs s'ouvrent tôt le matin, alors qu'il fait encore nuit. Le stigmate devient réceptif quelques heures avant l'ouverture de la fleur, et reste ouvert pendant deux jours.
Les fruits sont prêts pour la cueillette 3-4 semaines après la prise du fruit, mais il faudra encore environ 10 semaines pour que les fruits mûrissent.
La germination commence généralement une semaine après le semis. La floraison ne se produit que 2-3 mois après la germination.

## Aliment
Solanum macrocarpon (fruits, mais aussi jeunes feuilles) est maintenant consommée par l'être humain et appréciée dans de nombreuses régions du monde. 
Le goût est amer, mais l'aliment est riche en nutriments.

## Usages médicinaux
Les racines, feuilles et le fruit sont utilisés. 
Au Nigeria le fruit est utilisé comme laxatif et contre les maladies cardiaques et la fleur est mâchée pour garder des dents propres. 

En Sierra Leone les feuilles sont ébouillantées et mâchées pour soulager les maux de gorge; 

Au Kenya les racines sont bouillies et le jus est utilisé comme vermicide.

Au Cameroun, les feuilles sont bouillies pour en extraire une boisson qui est utilisée pour le nettoyage des reins.

## Toxicité
Hormis le fruit qui ne présente pas de toxicité connue, toutes les parties de la plante peuvent provoquer une insuffisance cardiaque, des problèmes digestifs et une léthargie chez le chien.

Comme toutes les autres plantes de la famille des solanacées, S. macrocarpon contient des alcaloïdes causant l'amertume de la plante ;  en consommer fréquemment expose à des effets de sa toxicité en particulier à cause des glycoalcaloïdes présents dans le fruit à des taux parfois de 5 à 10 fois plus élevés que ce qui est considéré comme sûr pour l'être humains .
De plus cette espèce peut facilement accumuler le plomb par exemple présent dans une eau ou des fientes respectivement utilisées pour l'arrosage ou comme amendement.

## Liste des variétés
Selon Tropicos (29 juin 2018) :
- variété Solanum macrocarpon var. calvum Bitter